# أندرو أشتون
أندرو أشتون (بالإنجليزية: Andrew Ashton)‏ هو رسام توضيحي ومصمم بريطاني، ولد في 1971.